# 収眼類
収眼類 (しゅうがんるい、Systellommatophora) は有肺類の分類群の一つである。

## 形態
全種が成体になると殻を失う。アワモチ類は原殻を有するが、アシヒダナメクジ類が原殻を有するかどうかは不明である。
肛門は体の後端に開く。雌雄同体で、雌雄の生殖口は分離している。背面の外套膜は硬化して革質の板 (notum) を形成し、体の背面から側面全体を覆う。外套腔は退化傾向にある。

## 分類
かつては柄眼類と共にGeophilaというクレードを構成するとされていたが、分子系統解析からはオカミミガイ科やユキカラマツガイ科の方に近縁で、共にAmphipulmonataというクレードを構成することが示された。収眼類と柄眼類はどちらも眼が触角の先端に位置するという形質を持つが、この形質は有肺類内で2回独立に進化したこととなる。
以下の3科が属する。
- Onchidiidae Rafinesque, 1815 ドロアワモチ科
  - イソアワモチ・ドロアワモチ等、およそ14属84種が属する。ほとんどの種が海生で、両極を除く全世界の沿岸に分布する。体形は楕円形である[5]。
- Veronicellidae J. E. Gray, 1840 アシヒダナメクジ科
  - アシヒダナメクジ等、およそ24属123種が属する。全世界の熱帯から亜熱帯の森林に分布し、植物食である。比較的大型（全長5-12センチメートル）で、体は上下に平たく幅広い[5]。
- Rathouisiidae Heude, 1885 ホソアシヒダナメクジ科
  - イボイボナメクジ・ゴマシオナメクジ等、およそ3属24種が属する。東アジアからオセアニアにかけての森林に分布し、他の貝類を捕食する肉食性である。比較的小型（全長5センチメートル以下）で体形は細長い[5]。